# Riola
Riola (en valencien et en castillan) est une commune d'Espagne de la province de Valence dans la Communauté valencienne. Elle est située dans la comarque de la Ribera Baixa et dans la zone à prédominance linguistique valencienne.

## Géographie

Localisation de Riola
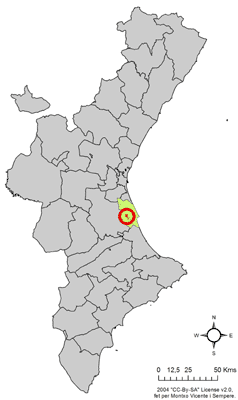
dans la Communauté valencienne.
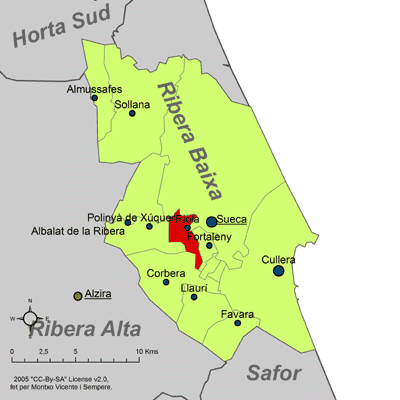
dans la comarque de la Ribera Baixa.

### Localités limitrophes
Le territoire communal de Riola est voisin de celui des communes suivantes :
Corbera, Fortaleny, Polinyà de Xúquer et Sueca, toutes situées dans la province de Valence.

## Démographie
| 1.691 | 1.631 | 1.642 | 1.600 | 1.584 | 1.609 | 1.638 | 1.706 | 1.734 | 1.824 |

## Patrimoine
La fête de San Cristóbal de Licia qui se déroule le 10 juillet, comporte la bénédiction de véhicules, sujet de la chanson Amigo Conductor de Perlita de Huelva.

## Jumelage
Avec Fabrègues un petit village du sud est de la France à côté de Montpellier.

### Sources
- (es) Cet article est partiellement ou en totalité issu de l’article de Wikipédia en espagnol intitulé « Riola » (voir la liste des auteurs).